# Łucznictwo na Letnich Igrzyskach Olimpijskich 2008
Rywalizacja w łucznictwie na XXIX Letnich Igrzyskach Olimpijskich w Pekinie rozgrywana była od 9 do 15 sierpnia. Turniej odbywał się w Olimpijskiej Arenie Łucznictwa. Zawodnicy rywalizowali w 4 konkurencjach.

## Konkurencje

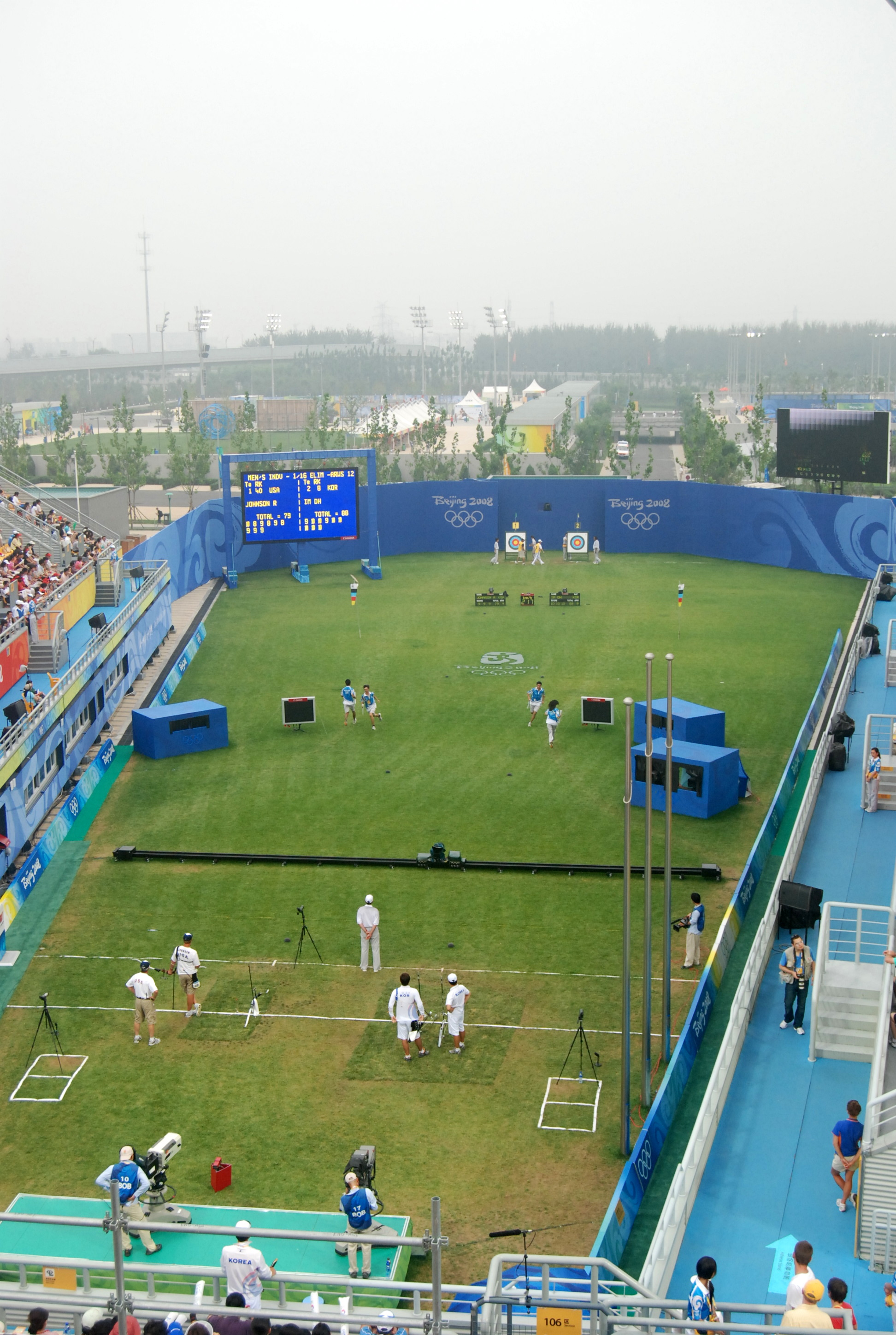
Arena zmagań łuczników

Kobiety
- indywidualnie
- drużynowo

Mężczyźni
- Indywidualnie
- Drużynowo

## Polacy
Wśród 128 łuczników (64 kobiety, 64 mężczyzn) znaleźli się również reprezentanci Polski.
Kobiety
- Iwona Marcinkiewicz – indywidualnie, drużynowo
- Justyna Mospinek – indywidualnie, drużynowo
- Małgorzata Sobieraj-Ćwienczek – indywidualnie, drużynowo

Mężczyźni
- Rafał Dobrowolski – indywidualnie, drużynowo
- Piotr Piątek – indywidualnie, drużynowo
- Jacek Proć – indywidualnie, drużynowo

## Kobiety

### indywidualnie
| Lp. | Państwo           | Zawodniczka          |
| --- | ----------------- | -------------------- |
| 1.  | Chiny             | Zhang Juanjuan       |
| 2.  | Korea Południowa  | Park Sung-hyun       |
| 3.  | Korea Południowa  | Yun Ok-hee           |
| 4.  | Korea Północna    | Kwon Un-sil          |
| 5.  | Stany Zjednoczone | Chatuna Lorig        |
| 6.  | Japonia           | Nami Hayakawa        |
| 7.  | Korea Południowa  | Joo Hyun-jung        |
| 8.  | Meksyk            | Mariana Avitia       |
| –   | –                 | –                    |
| 17. | Polska            | Małgorzata Ćwienczek |
| 26. | Polska            | Iwona Marcinkiewicz  |
| 48. | Polska            | Justyna Mospinek     |

### drużynowo
| Lp. | Państwo          | Zawodniczka                                               |
| --- | ---------------- | --------------------------------------------------------- |
| 1.  | Korea Południowa | Park Sung-hyun Yun Ok-hee Joo Hyun-jung                   |
| 2.  | Chiny            | Chen Ling Guo Dan Zhang Juanjuan                          |
| 3.  | Francja          | Virginie Arnold Sophie Dodemont Bérengère Schuh           |
| 4.  | Wielka Brytania  | Charlotte Burgess Naomi Folkard Alison Williamson         |
| 5.  | Włochy           | Pia Carmen Lionetti Elena Tonetta Natalia Valeeva         |
| 6.  | Polska           | Małgorzata Ćwienczek Iwona Marcinkiewicz Justyna Mospinek |
| 7.  | Indie            | Dola Banerjee Laishram Bombayla Devi Pranitha Vardhineni  |
| 8.  | Japonia          | Nami Hayakawa Yuki Hayashi Sayoko Kitabatake              |

## Mężczyźni

### indywidualnie
| Lp. | Państwo           | Zawodnik            |
| --- | ----------------- | ------------------- |
| 1.  | Ukraina           | Wiktor Ruban        |
| 2.  | Korea Południowa  | Park Kyung-mo       |
| 3.  | Rosja             | Bair Badionow       |
| 4.  | Meksyk            | Juan Rene Serrano   |
| 5.  | Kuba              | Juan Carlos Stevens |
| 6.  | Japonia           | Ryuichi Moriya      |
| 6.  | Stany Zjednoczone | Victor Wunderle     |
| 8.  | Malezja           | Cheng Chu Sian      |
| –   | –                 | –                   |
| 12. | Polska            | Jacek Proć          |
| 14. | Polska            | Rafał Dobrowolski   |

### drużynowo
| Lp. | Państwo                  | Zawodnicy                                          |
| --- | ------------------------ | -------------------------------------------------- |
| 1.  | Korea Południowa         | Park Kyung-mo Lee Chang-hwan Im Dong-hyun          |
| 2.  | Włochy                   | Ilario Di Buò Marco Galiazzo Mauro Nespoli         |
| 3.  | Chińska Republika Ludowa | Jiang Lin Li Wenquan Xue Haifeng                   |
| 4.  | Ukraina                  | Markijan Iwaszko Wiktor Ruban Ołeksandr Serdiuk    |
| 5.  | Polska                   | Rafał Dobrowolski Piotr Piątek Jacek Proć          |
| 6.  | Malezja                  | Cheng Chu Sian Wan Khalmizan Muhammad Marbawi      |
| 7.  | Chińskie Tajpej          | Chen Szu-yuan Kuo Cheng-wei Wang Cheng-pang        |
| 8.  | Rosja                    | Andriej Abramow Bair Badionow Balżinima Cyrempiłow |